# Cibaduyut Kidul
Cibaduyut Kidul is een bestuurslaag in het regentschap Kota Bandung van de provincie West-Java, Indonesië. Cibaduyut Kidul telt 8497 inwoners (volkstelling 2010).